# NGC 1026
NGC 1026 je čočková galaxie v souhvězdí Velryby. Její zdánlivá jasnost je 12,7m a úhlová velikost 1,7′ × 1,3′. Je vzdálená 188 milionů světelných let, průměr má 95 000 světelných let. Galaxii objevil 24. prosince 1864 Albert Marth.